# Seeklima

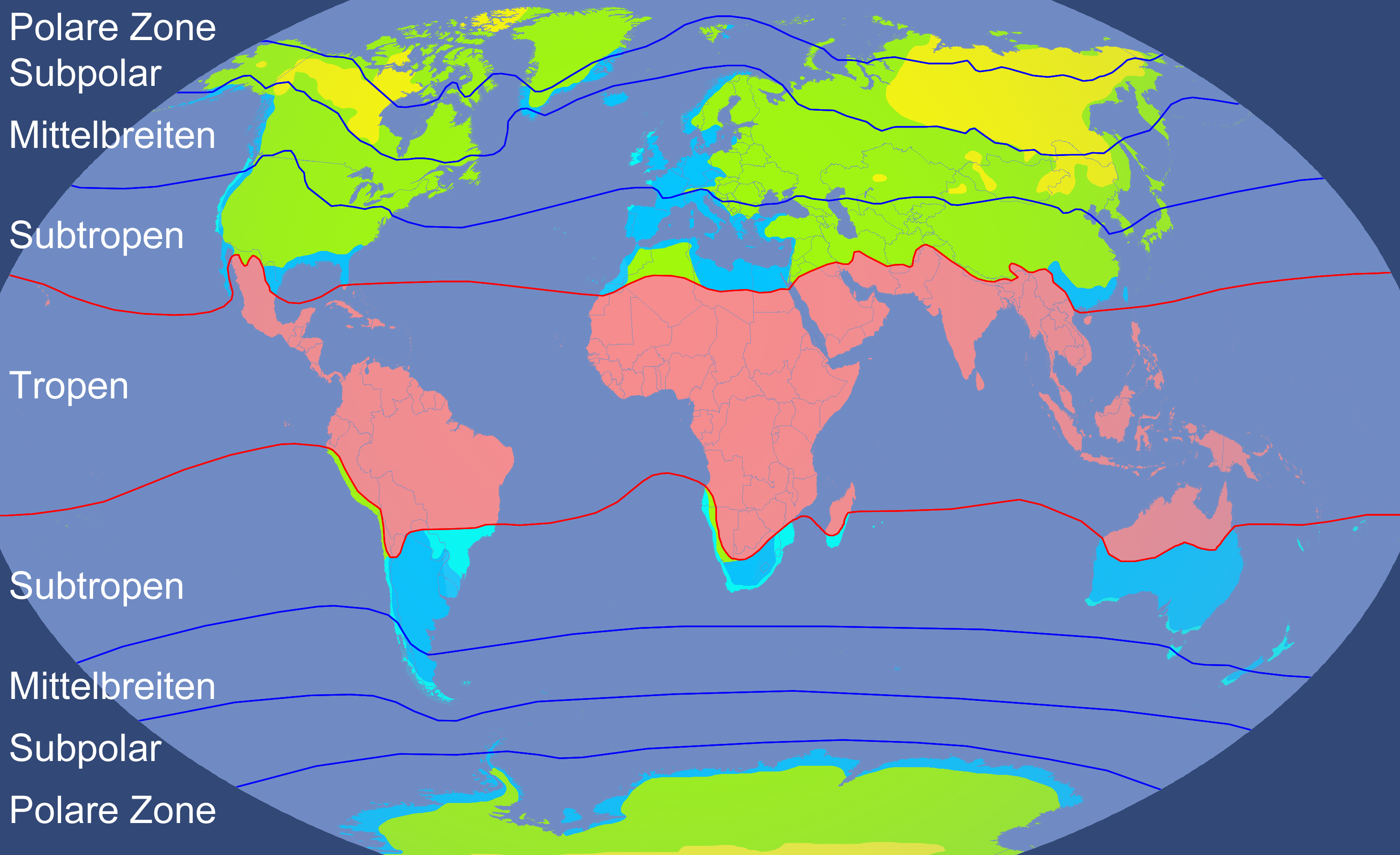
Klimate der Erde nach Wärmehaushalt/Kontinentalität:
Jahresschwankungen der monatlichen Durchschnittstemperaturen:
hochkontinentale Klimate (über 40 °C)
kontinentale Klimate (zwischen 20 C° und 40 °C)
maritime Klimate (zwischen 10 °C und 20 °C)
hochmaritime Klimate (unter 10 °C)
(Tropische Klimate)

Als Seeklima (auch Maritimes/Ozeanisches Klima) werden Klimatypen außerhalb der Tropen beziehungsweise innerhalb der Jahreszeitenklimate bezeichnet, deren jährlicher Temperaturverlauf durch den Einfluss von Ozeanen eine Schwankungsbreite der monatlichen Durchschnittstemperaturen von unter 20 °C im Jahr (Jahresamplitude) auszeichnen. Das Wasser der Ozeane wirkt hier als Temperaturpuffer („Ozeanischer Temperaturgang“). Das konkrete Ausmaß dieses Wertes wird als (thermische) Maritimität bezeichnet. Zuweilen wird davon die hygrische Maritimität unterschieden, die auf den typischen Wasserhaushalt ozeanisch geprägter Gebiete Bezug nimmt: Er ist durch eine größere Luftfeuchtigkeit, ganzjährig fallende Niederschläge und einen hohen Bewölkungsgrad gekennzeichnet.
Da sich die Wassertemperatur auf Grund der großen Wärmekapazität langsamer ändert als die Temperatur auf dem Land, wird das Land in der Nähe der Küste im Sommer vom Meer gekühlt, dafür im Winter von ihm erwärmt. Zudem reduziert der vergleichsweise hohe Wasserdampfgehalt der Luft die Sonneneinstrahlung.
So kommt es im Vergleich zum kontinentalen Klima zu wesentlich geringeren Temperaturunterschieden sowohl zwischen Tag und Nacht als auch zwischen Sommer und Winter.
In der Klimaklassifikation nach Köppen und Geiger entspricht das Seeklima vor allem dem Typ Cfb (ozeanisches Klima).
Global betrachtet machen Seeklimate über 20 % der außertropischen und knapp 15 % aller Klimate aus.

## Ursachen und Erscheinungen

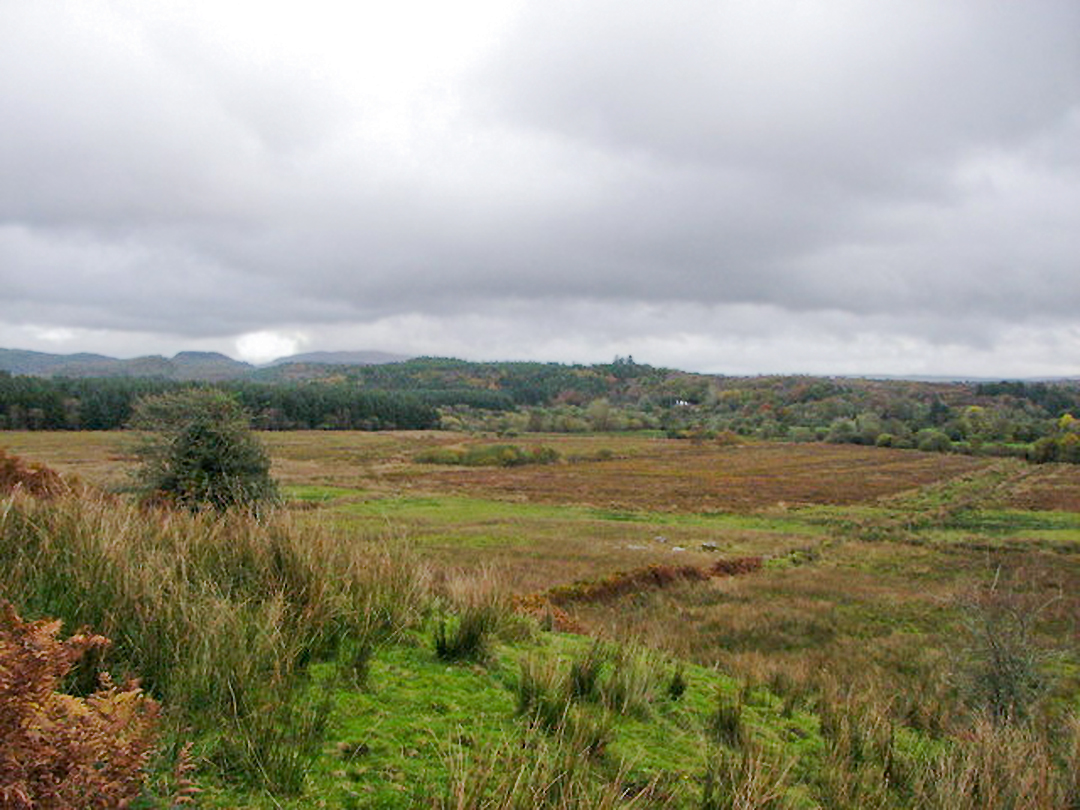
Typische Moorlandschaft des hochmaritimen, gemäßigten Klimas von Westirland

Von ozeanischem Klima wird gesprochen, wenn das Klima einer Region durch die Anwesenheit einer großen Wassermasse beeinflusst wird. Wasser fungiert in diesem Zusammenhang als Moderator; da sich Wasser aufgrund seiner großen spezifischen Wärmekapazität relativ langsam erhitzt und auch langsamer wieder abkühlt, wirkt es sowohl im Winter als auch im Sommer verzögernd. Dadurch sind die Sommer im Seeklima mäßig warm, die Winter aber auch nur mäßig kalt.
Die Westküsten sind aufgrund der in den Außertropen vorherrschenden Westwinde stets niederschlagsreich und humid. An den Ostküsten oder jenseits großer Gebirge können indes auch im Seeklima Trockengebiete vorkommen (Beispiel: Ost-Patagonien). Die rein geographische Lage (Küstenlage) ist demnach alleine kein Hinweis auf Seeklima, da noch die Windrichtung in Betracht gezogen werden muss. New York beispielsweise liegt zwar direkt am Meer, hat aber wie der Großteil der Ostküste der USA Kontinentalklima, da die vorherrschende Windrichtung von West nach Ost geht und mithin die gewaltige Landfläche Nordamerikas das Klima bestimmt. Der Großteil Europas liegt hingegen unter dem Einfluss von Seeklima. Je tiefer man ins Landesinnere geht, desto ausgeprägter werden diese klimatischen Unterschiede; daher auch die kalten russischen Winter.
Im Vergleich zu den USA ist der klimatische Unterschied ebenfalls deutlich sichtbar: New York liegt etwa auf dem gleichen Breitengrad wie Neapel, und München liegt auf der Höhe von Québec (Kanada). Im Schnitt sind die Winter in den europäischen Städten deutlich wärmer, ebenso sind extreme Wetterlagen (zum Beispiel Blizzards) selten.
Auch die Anwesenheit größerer Seen kann das Klima lokal beeinflussen. Mit dem Schrumpfen des Aralsees wurde dort ein mittlerweile 2–2,5 °C wärmerer Sommer und ein 1–2 °C kälterer Winter gemessen. Auch auf der Bodenseeinsel Mainau lässt sich der Effekt nachweisen.

## Beispiel
Ein seltenes subtropisches Hochlandklima, das mit einem echten ozeanischen Klima in geringer Breite zusammenfällt, hier am Beispiel von São Joaquim im Süden Brasiliens, 1360 Meter über dem Meeresspiegel (Parallel 28).
|                       | Jan   | Feb   | Mär   | Apr   | Mai   | Jun   | Jul   | Aug   | Sep   | Okt   | Nov   | Dez   |   |         |
| Mittl. Tagesmax. (°C) | 22,6  | 21,4  | 21,5  | 19,1  | 15,8  | 14,7  | 14,5  | 16,7  | 16,6  | 18,9  | 20,5  | 22,2  | ⌀ | 18,7    |
| Mittl. Tagesmin. (°C) | 13,3  | 13,6  | 12,7  | 10,4  | 7,6   | 6,8   | 6,0   | 7,1   | 7,2   | 9,6   | 10,8  | 12,3  | ⌀ | 9,8     |
|                       |       |       |       |       |       |       |       |       |       |       |       |       |   |         |
| Niederschlag (mm)     | 185,7 | 182,6 | 126,1 | 106,7 | 144,0 | 127,2 | 199,8 | 143,2 | 186,1 | 182,5 | 166,5 | 137,1 | Σ | 1.887,5 |
|                       |       |       |       |       |       |       |       |       |       |       |       |       |   |         |
| Sonnenstunden (h/d)   | 5,4   | 5,1   | 5,5   | 5,3   | 4,8   | 4,3   | 4,9   | 4,8   | 4,7   | 4,8   | 5,9   | 5,8   | ⌀ | 5,1     |
|                       |       |       |       |       |       |       |       |       |       |       |       |       |   |         |
| Regentage (d)         | 14    | 14    | 12    | 10    | 8     | 10    | 10    | 8     | 11    | 12    | 12    | 12    | Σ | 133     |
|                       |       |       |       |       |       |       |       |       |       |       |       |       |   |         |
| Luftfeuchtigkeit (%)  | 85,5  | 86,5  | 85,9  | 84,8  | 84,5  | 81,9  | 79,9  | 74,9  | 80,6  | 82,8  | 81,2  | 81,8  | ⌀ | 82,5    |

| 13,3 |

| 13,6 |

| 12,7 |

| 10,4 |

| 7,6 |

| 6,8 |

| 6,0 |

| 7,1 |

| 7,2 |

| 9,6 |

| 10,8 |

| 12,3 |

| 13,3 |

| 13,6 |

| 12,7 |

| 10,4 |

| 7,6 |

| 6,8 |

| 6,0 |

| 7,1 |

| 7,2 |

| 9,6 |

| 10,8 |

| 12,3 |